# The Making of Him
The Making of Him è un cortometraggio muto del 1914 diretto da George Terwilliger.

## Produzione
Il film fu prodotto dalla Lubin Manufacturing Company.

## Distribuzione
Distribuito dalla General Film Company, il film - un cortometraggio in due bobine  - uscì nelle sale cinematografiche statunitensi il 25 novembre 1914.